# (1930) Lucifer
(1930) Lucifer es un asteroide que forma parte del cinturón de asteroides y fue descubierto por Elizabeth Roemer el 29 de octubre de 1964 desde el Observatorio Naval de los Estados Unidos en Flagstaff.

## Designación y nombre
Lucifer fue designado inicialmente como 1964 UA.
Posteriormente se nombró por Lucifer, el ángel caído de la tradición cristiana.

## Características orbitales
Lucifer está situado a una distancia media del Sol de 2,896 ua, pudiendo alejarse hasta 3,314 ua y acercarse hasta 2,478 ua. Tiene una excentricidad de 0,1443 y una inclinación orbital de 14,09°. Emplea en completar una órbita alrededor del Sol 1800 días.